# Sofia Vasa
Sofia Vasa (Örebro, 29 ottobre 1547 – Ekolsund, 17 marzo 1611) è stata una principessa svedese e duchessa di Sassonia-Lauenburg.

## Gioventù
Figlia di Gustav I e della regina Margareta Leijonhufvud, Sofia fu una principessa della dinastia che regnò sulla Svezia nel XVI secolo.
Apparteneva alla casa reale dei Vasa, una delle più influenti dinastie della storia svedese, e fu sorella dei futuri sovrani Erik XIV, Johan III e Karl IX. L’infanzia di Sofia fu segnata da un’educazione rigida e da un’atmosfera austera. Dopo la morte prematura della madre, il palazzo reale divenne per lei un luogo ancora più freddo e distante.

## Vita a corte
Sofia visse gran parte della sua giovinezza a corte, partecipando agli eventi ufficiali ma mantenendo un ruolo defilato, come previsto per una principessa dell’epoca.

## Matrimonio
Sofia fu data in sposa a Magnus II von Sachsen-Lauenburg nel 1568, ma l’unione si rivelò ben presto difficile e turbolenta. Il consorte, incline a comportamenti instabili e oppressivi, la sottopose a continue vessazioni. Solo grazie all’intervento del fratello, Johan III, riuscì ad allontanarsi da lui e visse il resto della sua vita sotto la tutela della corte svedese.
Ebbero due figli:
- Gustav von Sachsen-Lauenburg (1570–1597).

E una figlia, nata nel 1571 e morta in tenera età.

## Ultimi anni

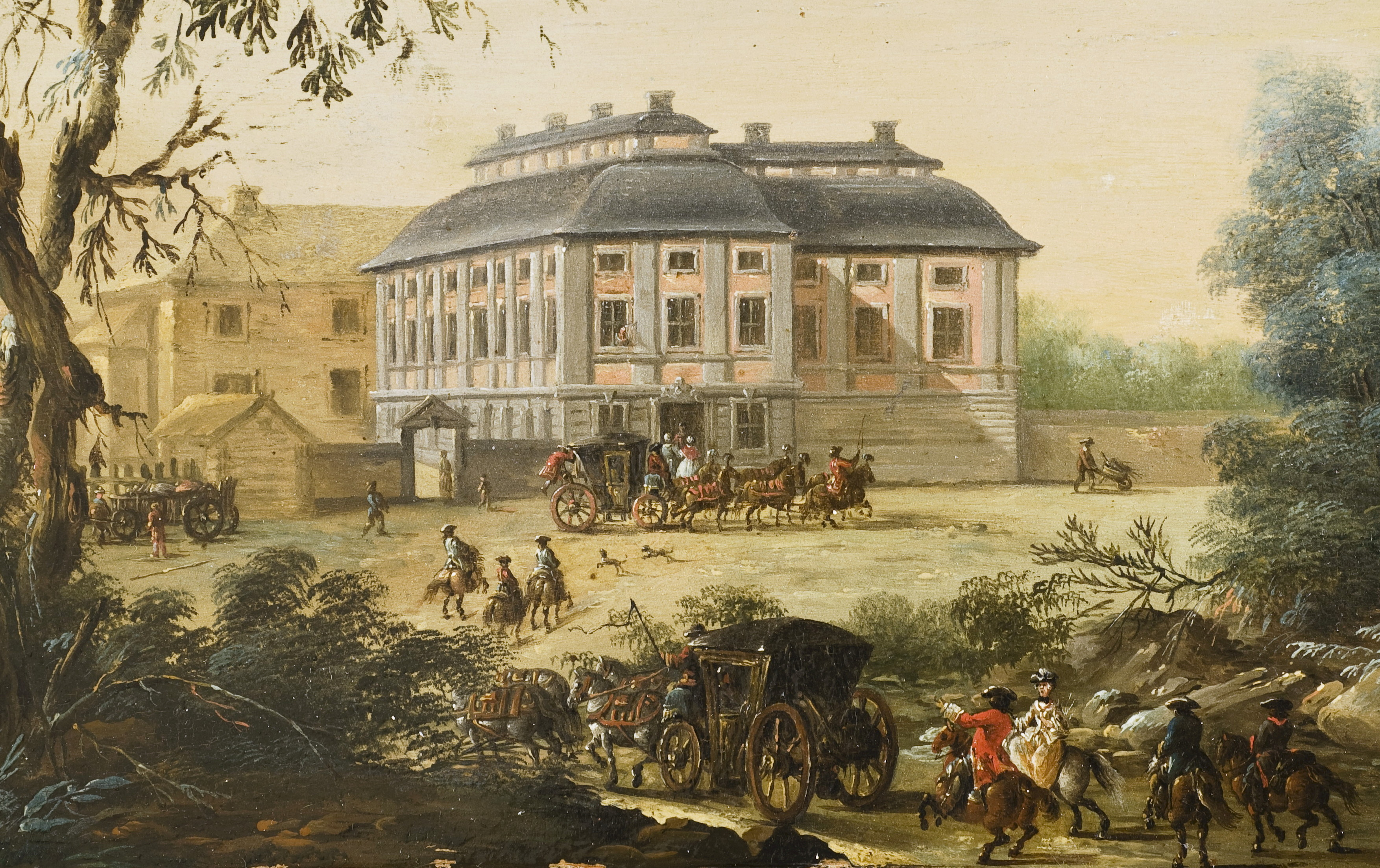

Dopo la separazione da Magnus II, Sofia visse sotto la tutela della famiglia reale svedese. Trascorse il resto della vita lontano dagli affari di corte, spostandosi tra varie residenze, tra cui probabilmente il castello di Ekolsund. Non si risposò e non ebbe altri figli. La sua esistenza fu riservata ma protetta, segnata dalla perdita dei figli e dall’assenza di ruoli pubblici.
Vissuta ai margini della corte, tra silenzi e lutti, Sofia si spense nel 1611, pochi mesi dopo la morte del fratello Karl IX, e fu sepolta nella Cattedrale di Uppsala.

## Albero genealogico
|                               |                                   |                                  | Genitori                     |  |  | Nonni |  |  | Bisnonni                 |  |  | Trisnonni            |  |
|                               |                                   |                                  |                              |  |  |       |  |  | Johan Kristiernsson Vasa |  |  | Krister Nilsson Vasa |  |
|                               |                                   |                                  |                              |  |  |       |  |  | Johan Kristiernsson Vasa |  |  | Krister Nilsson Vasa |  |
|                               |                                   | Margareta Eriksdotter Krummedige |                              |  |  |       |  |  | Johan Kristiernsson Vasa |  |  |                      |  |
| Erik Vasa                     |                                   |                                  |                              |  |  |       |  |  | Johan Kristiernsson Vasa |  |  |                      |  |
|                               |                                   | Birgitta Gustavsdotter Sture     | Gustav Anundsson Sture       |  |  |       |  |  |                          |  |  |                      |  |
|                               |                                   | Birgitta Gustavsdotter Sture     | Gustav Anundsson Sture       |  |  |       |  |  |                          |  |  |                      |  |
|                               |                                   | Birgitta Gustavsdotter Sture     | Birgitta Stensdotter Bielke  |  |  |       |  |  |                          |  |  |                      |  |
| Gustav I                      |                                   | Birgitta Gustavsdotter Sture     |                              |  |  |       |  |  |                          |  |  |                      |  |
|                               |                                   | Måns Karlsson Eka                | Karl Magnusson Eka           |  |  |       |  |  |                          |  |  |                      |  |
|                               |                                   | Måns Karlsson Eka                | Karl Magnusson Eka           |  |  |       |  |  |                          |  |  |                      |  |
|                               |                                   | Måns Karlsson Eka                | Birgitta Arentsdotter Pinnow |  |  |       |  |  |                          |  |  |                      |  |
| Cecilia Månsdotter Eka        |                                   | Måns Karlsson Eka                |                              |  |  |       |  |  |                          |  |  |                      |  |
|                               |                                   | Sigrid Eskilsdotter Banér        | Eskil Isaksson Banér         |  |  |       |  |  |                          |  |  |                      |  |
|                               |                                   | Sigrid Eskilsdotter Banér        | Eskil Isaksson Banér         |  |  |       |  |  |                          |  |  |                      |  |
|                               |                                   | Sigrid Eskilsdotter Banér        | Cecilia Haraldsdotter Gren   |  |  |       |  |  |                          |  |  |                      |  |
| Sofia                         |                                   | Sigrid Eskilsdotter Banér        |                              |  |  |       |  |  |                          |  |  |                      |  |
|                               | Abraham Kristiernsson Leijonhuvud | Kristien Leijonhuvud             |                              |  |  |       |  |  |                          |  |  |                      |  |
|                               | Abraham Kristiernsson Leijonhuvud | Kristien Leijonhuvud             |                              |  |  |       |  |  |                          |  |  |                      |  |
|                               | Abraham Kristiernsson Leijonhuvud | …                                |                              |  |  |       |  |  |                          |  |  |                      |  |
| Erik Abrahamsson Leijonhufvud | Abraham Kristiernsson Leijonhuvud |                                  |                              |  |  |       |  |  |                          |  |  |                      |  |
|                               |                                   | Birgitta Månsdotter Natt och Dag | Måns Natt och Dag            |  |  |       |  |  |                          |  |  |                      |  |
|                               |                                   | Birgitta Månsdotter Natt och Dag | Måns Natt och Dag            |  |  |       |  |  |                          |  |  |                      |  |
|                               |                                   | Birgitta Månsdotter Natt och Dag | …                            |  |  |       |  |  |                          |  |  |                      |  |
| Margareta Leijonhufvud        |                                   | Birgitta Månsdotter Natt och Dag |                              |  |  |       |  |  |                          |  |  |                      |  |
|                               |                                   | Erik Karlsson Vasa               | Karl Vasa                    |  |  |       |  |  |                          |  |  |                      |  |
|                               |                                   | Erik Karlsson Vasa               | Karl Vasa                    |  |  |       |  |  |                          |  |  |                      |  |
|                               |                                   | Erik Karlsson Vasa               | …                            |  |  |       |  |  |                          |  |  |                      |  |
| Ebba Eriksdotter Vasa         |                                   | Erik Karlsson Vasa               |                              |  |  |       |  |  |                          |  |  |                      |  |
|                               |                                   | Anna Karlsdotter Vinstorpa       | Karl Bengtsson Vinstorpa     |  |  |       |  |  |                          |  |  |                      |  |
|                               |                                   | Anna Karlsdotter Vinstorpa       | Karl Bengtsson Vinstorpa     |  |  |       |  |  |                          |  |  |                      |  |
|                               |                                   | Anna Karlsdotter Vinstorpa       | …                            |  |  |       |  |  |                          |  |  |                      |  |
|                               |                                   | Anna Karlsdotter Vinstorpa       |                              |  |  |       |  |  |                          |  |  |                      |  |

## Biografia
Era figlia di Gustavo I di Svezia e della seconda moglie Margherita Leijonhufvud. Durante la sua infanzia, lei, così come i suoi fratelli, erano principalmente sotto la cura della madre, della fidata infermiera della regina, Brigitta Lars Andersson, della cugina di sua madre Margareta e di Ingrid Amundsdotter. Dopo la morte di sua madre nel 1551, lei e i suoi fratelli furono affidati alle cure di Christina Gyllenstierna e poi delle sue zie Brita e Marta Leijonhufvud prima delle nozze di suo padre con Caterina Stenbock.

## Matrimonio
Durante la Guerra dei sette anni settentrionali, la regina Dorotea di Sassonia-Lauenburg propose un trattato di pace per matrimonio tra suo figlio minore, il monarca danese e Sofia. Tuttavia, avendolo suggerito senza l'approvazione di suo figlio, le trattative non andarono avanti.
Nel marzo 1566, Sofia venne fidanzata con il duca Magnus II di Sassonia-Lauenburg, che era stato a lungo al servizio di Erik XIV. Fu un doppio matrimonio: il fratellastro Erik XIV e Karin Månsdotter e Sofia e Magnus, il 4 luglio 1568. Erik XIV organizzò una doppia cerimonia perché aveva bisogno del sostegno per il suo controverso matrimonio con Karin. È anche possibile che temesse che non si sarebbe presentato nessuno degli invitati al matrimonio che voleva, a meno che non avesse celebrato il matrimonio di Sofia in contemporanea.
Sofia non voleva questo matrimonio - rifiutò e bloccò i preparativi per il matrimonio, che gli impedirono di svolgersi nel giugno del 1567 come previsto inizialmente quando Erik sposò Karin per la prima volta. Erik ordinò quindi che, dal momento che Sofia rifiutava di prepararsi per il matrimonio, i preparativi avrebbero dovuto essere fatti per lei, e il suo matrimonio sarebbe avvenuto insieme alla sua seconda, pubblica cerimonia nuziale con Karin. 
Durante la cerimonia, Sofia entrò accompagnata dalla sorella Elisabetta, dopo Karin e dalla regina Caterina. Né Sofia né sua sorella Elisabetta assistettero alla successiva incoronazione di Karin. 
Fu un matrimonio infelice. Suo marito era alcolizzato cronico e soffriva di violenti accessi, durante i quali maltrattava sia i servi che la moglie. Violentò la moglie sia fisicamente che psicologicamente portandola alla follia. Le ragioni di questa violenza sono, forse, da rinvenire nella gelosia.
Diede un solo figlio al marito:
- Gustavo (31 agosto 1570-11 novembre 1597), governatore di Kalmar;

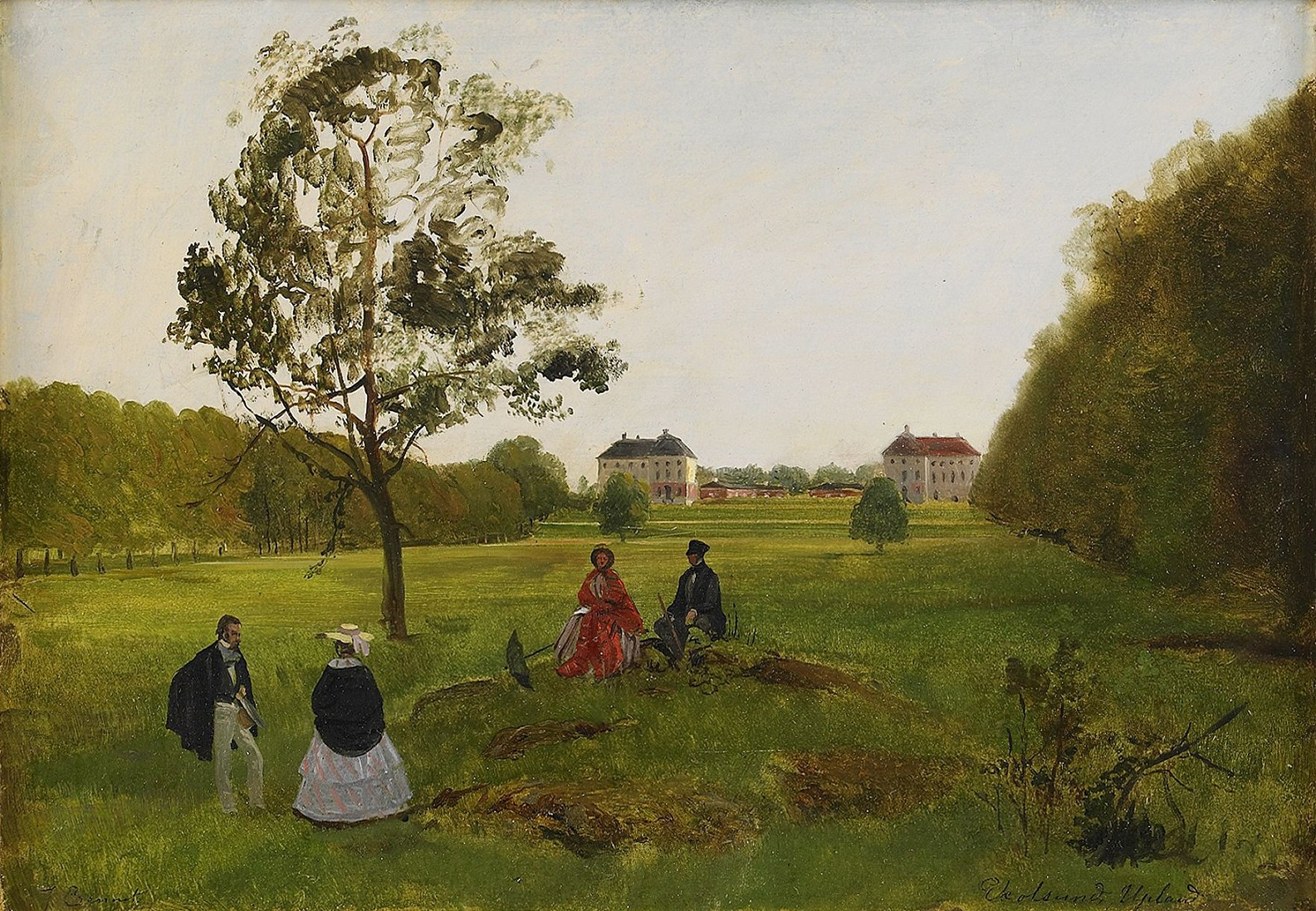
Ritratto del Castello di Ekolsund

Nel 1571, Magnus impegnò i suoi gioielli per finanziare la sua conquista della Sassonia-Lauenburg. Ben presto spese i suoi soldi e Sofia fu costretta a chiedere costantemente alla sua famiglia di finanziare le sue ambizioni. Nel 1575, suo fratello Giovanni III di Svezia concesse a Magnus il feudo svedese di Sonnenburg e di Ösel per fargli lasciare la Svezia, ma fu presto cacciato da Ösel a causa del suo brutale dominio. Magnus divenne presto impopolare con la famiglia di Sofia a causa di come la trattava.
Nel 1577, le fonti dicevano che Magnus impediva a Sofia di ricevere lettere dalla sua famiglia e di accettare inviti, e la isolava dal mondo esterno.

## Ultimi anni e morte
Nel 1578, Giovanni III fece arrestare Magnus ed esiliare dal paese. Divenne tutore del figlio di Sofia e concesse alla sorella i feudi di Ekolsund e Vänngarn per permetterle di sopravvivere. Nel 1597 Sofia ricevette anche i feudi di Lagunda e Håbo.
Sofia dedicò in seguito la vita a suo figlio Gustavo. Ha lavorato per garantire i suoi diritti nella Sassonia-Lauenburg e per il suo futuro. Teneva Gustavo con sé piuttosto che mandarlo via come era consuetudine. Nel 1595, entrò in conflitto con suo figlio quando la persuase a concedergli metà del suo feudo - che ritirò con l'aiuto di suo fratello Carlo IX. 
Visse il resto della vita in solitudine nel castello di Ekolsund, rimanendo mentalmente instabile a causa delle violenze subite. Recuperò col tempo in parte la sanità mentale tanto da occuparsi dell'amministrazione della sua vita domestica.

## Ascendenza
|                               |                                   |                                  | Genitori                     |  |  | Nonni |  |  | Bisnonni                 |  |  | Trisnonni            |  |
|                               |                                   |                                  |                              |  |  |       |  |  | Johan Kristiernsson Vasa |  |  | Krister Nilsson Vasa |  |
|                               |                                   |                                  |                              |  |  |       |  |  | Johan Kristiernsson Vasa |  |  | Krister Nilsson Vasa |  |
|                               |                                   | Margareta Eriksdotter Krummedige |                              |  |  |       |  |  | Johan Kristiernsson Vasa |  |  |                      |  |
| Erik Johansson Vasa           |                                   |                                  |                              |  |  |       |  |  | Johan Kristiernsson Vasa |  |  |                      |  |
|                               |                                   | Birgitta Gustavsdotter Sture     | Gustav Anundsson Sture       |  |  |       |  |  |                          |  |  |                      |  |
|                               |                                   | Birgitta Gustavsdotter Sture     | Gustav Anundsson Sture       |  |  |       |  |  |                          |  |  |                      |  |
|                               |                                   | Birgitta Gustavsdotter Sture     | Birgitta Stensdotter Bielke  |  |  |       |  |  |                          |  |  |                      |  |
| Gustavo I di Svezia           |                                   | Birgitta Gustavsdotter Sture     |                              |  |  |       |  |  |                          |  |  |                      |  |
|                               |                                   | Måns Karlsson Eka                | Karl Magnusson Eka           |  |  |       |  |  |                          |  |  |                      |  |
|                               |                                   | Måns Karlsson Eka                | Karl Magnusson Eka           |  |  |       |  |  |                          |  |  |                      |  |
|                               |                                   | Måns Karlsson Eka                | Birgitta Arentsdotter Pinnow |  |  |       |  |  |                          |  |  |                      |  |
| Cecilia Månsdotter Eka        |                                   | Måns Karlsson Eka                |                              |  |  |       |  |  |                          |  |  |                      |  |
|                               |                                   | Sigrid Eskilsdotter Banér        | Eskil Isaksson Banér         |  |  |       |  |  |                          |  |  |                      |  |
|                               |                                   | Sigrid Eskilsdotter Banér        | Eskil Isaksson Banér         |  |  |       |  |  |                          |  |  |                      |  |
|                               |                                   | Sigrid Eskilsdotter Banér        | Cecilia Haraldsdotter Gren   |  |  |       |  |  |                          |  |  |                      |  |
| Sofia Vasa                    |                                   | Sigrid Eskilsdotter Banér        |                              |  |  |       |  |  |                          |  |  |                      |  |
|                               | Abraham Kristiernsson Leijonhuvud | Kristien Leijonhuvud             |                              |  |  |       |  |  |                          |  |  |                      |  |
|                               | Abraham Kristiernsson Leijonhuvud | Kristien Leijonhuvud             |                              |  |  |       |  |  |                          |  |  |                      |  |
|                               | Abraham Kristiernsson Leijonhuvud | …                                |                              |  |  |       |  |  |                          |  |  |                      |  |
| Erik Abrahamsson Leijonhufvud | Abraham Kristiernsson Leijonhuvud |                                  |                              |  |  |       |  |  |                          |  |  |                      |  |
|                               |                                   | Birgitta Månsdotter Natt och Dag | Måns Natt och Dag            |  |  |       |  |  |                          |  |  |                      |  |
|                               |                                   | Birgitta Månsdotter Natt och Dag | Måns Natt och Dag            |  |  |       |  |  |                          |  |  |                      |  |
|                               |                                   | Birgitta Månsdotter Natt och Dag | …                            |  |  |       |  |  |                          |  |  |                      |  |
| Margherita Leijonhufvud       |                                   | Birgitta Månsdotter Natt och Dag |                              |  |  |       |  |  |                          |  |  |                      |  |
|                               |                                   | Erik Karlsson Vasa               | Karl Vasa                    |  |  |       |  |  |                          |  |  |                      |  |
|                               |                                   | Erik Karlsson Vasa               | Karl Vasa                    |  |  |       |  |  |                          |  |  |                      |  |
|                               |                                   | Erik Karlsson Vasa               | …                            |  |  |       |  |  |                          |  |  |                      |  |
| Ebba Eriksdotter Vasa         |                                   | Erik Karlsson Vasa               |                              |  |  |       |  |  |                          |  |  |                      |  |
|                               |                                   | Anna Karlsdotter Vinstorpa       | Karl Vinstorpa               |  |  |       |  |  |                          |  |  |                      |  |
|                               |                                   | Anna Karlsdotter Vinstorpa       | Karl Vinstorpa               |  |  |       |  |  |                          |  |  |                      |  |
|                               |                                   | Anna Karlsdotter Vinstorpa       | …                            |  |  |       |  |  |                          |  |  |                      |  |
|                               |                                   | Anna Karlsdotter Vinstorpa       |                              |  |  |       |  |  |                          |  |  |                      |  |